# Amadou Sanogo
Amadou Haya Sanogo (1972 of 1973) is een Malinese militair en leider van de staatsgreep in Mali in 2012. Bij die staatsgreep nam Sanogo's groepering (Comité National pour la Restauration de la Démocratie et la République) de macht over van president Amadou Toumani Touré.  Aanleiding was de opmars van Toearegrebellen in het noorden van Mali. President Touré werd verweten dat het leger slecht was bewapend en dat de gezinnen van omgekomen militairen onvoldoende werden ondersteund.
Op 12 april 2012 droeg Sanogo de macht over  aan parlementsvoorzitter Dioncounda Traoré, die werd uitgeroepen tot interim-president. Dit gebeurde onder zware druk van ECOWAS, de organisatie van West-Afrikaanse staten. Sanogo hield echter een dikke vinger in de pap middels enkele militaire ministers in het kabinet van premier Cheick Modibo Diarra.